# Giannettino Doria

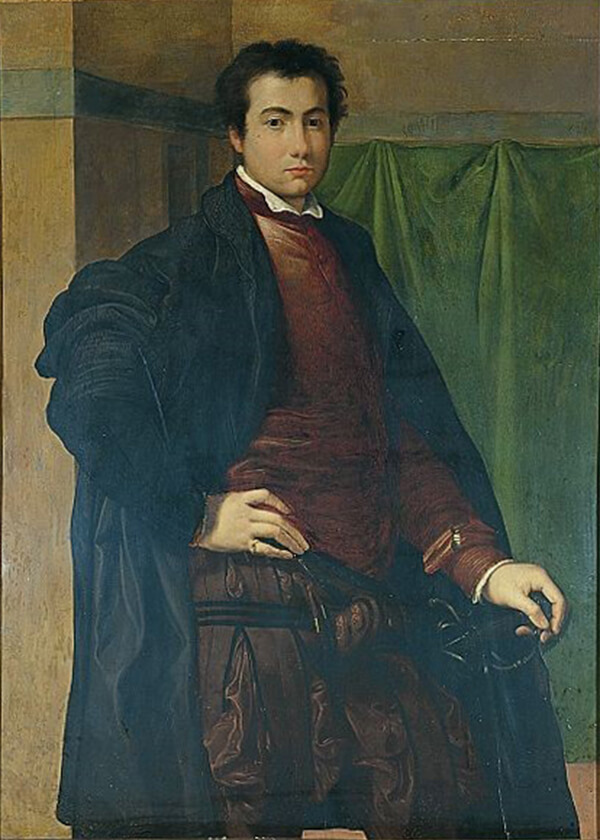
Retrato por F. Salviati.

Giannettino Doria (Génova, 1510 - ídem, 2 de enero de 1542), llamado Juanetín o Joanetín en España, fue un noble y condotiero genovés. Sobrino y heredero de Andrea Doria, sirvió como él en la marina de Carlos I de España y V del Sacro Imperio Romano Germánico, aunque su muerte de un asesinato político cortó su carrera prematuramente.

## Biografía
Era hijo de Tomaso Doria, primo de Andrea, y Maria Grillo. Desde muy joven se benefició de los logros políticos del anciano Andrea, de quien era predilecto, lo que incluyó un lucrativo matrimonio con Ginetta, la hija del banquero Adamo Centurione. El matrimonio se celebró cuando Giannettino tenía 17 años, y de este unión nació Juan Andrea Doria.
Omnipresente en el séquito de su tío, Giannettino le acompañó a la Jornada de Túnez, en la que él y Centurione recibieron quince galeras perseguir al almirante enemigo, Jeireddín Barbarroja, que huyó a refugiarse en Bona. Allí le acorralaron, pero al hallarse en igualdad de fuerzas y contar Barbarroja con la artillería del puerto. Sin embargo, en una acción muy criticada, Giannettino y su suegro decidieron dar la vuelta y regresar a Túnez en lugar de permanecer vigilantes o bloquear Bona, lo que permitió la huida de Barbarroja a la lejana Argel.
Giannettino volvió a combatir en la guerra italiana de 1536-1538, en la que hostigaron la retaguardia de la gigantesca flota otomana de Barbarroja, incluyendo la exitosa batalla de Paxos. El año del fin de la guerra tuvo también parte en la batalla de Préveza, donde una coalición cristiana intentó derrotar a Barbarroja sólo para fragmentarse en medio de la batalla. Poco después llevó 20 galeras con provisiones al tercio de Francisco Sarmiento en Castelnuovo antes del asedio turco.
Giannettino tendría su oportunidad de compensar su anterior cobardía rastreando y capturando a Dragut, lugarteniente y sucesor de Barbarroja, en la batalla de Girolata en 1530, en la que fue acompañado por Berenguer de Requesens. El triunfo resultó tan sensacional para un comandante novato y con malos precedentes que incluso Dragut le insultó mientras era bajado al puerto de Génova, llamándole imberbe y desconocido, por lo que Giannettino ordenó que Dragut dejase de ser un rehén y lo echasen al remo como galeote.
El año siguiente, formó parte de una nueva expedición contra Jeireddín, la Jornada de Argel, que sin embargo terminó en un fiasco meteorológico debido a la mala planificación del emperador. Esta vez Giannettino se desempeñó de nuevo con eficacia, ayudando a Andrea a poner a salvo la mayor parte de la flota en medio del temporal. En 1543, durante la Guerra italiana de 1542-1546, él y García de Toledo regresaban de hostigar en la Grecia otomana cuando interceptaron y tomaron una flotilla de Barbarroja que llevaba a rehenes capturados en Saboya.
Encontró la muerte entonces en la conspiración de Giovanni Luigi Fieschi, que intentó exterminar a los Doria y hacerse con el control de Génova para entregarla a Francia.